# Caleta celebensis
Caleta celebensis là một loài bướm ngày thuộc họ Lycaenidae. Nó được tìm thấy ở Southeastern Sulawesi.